# 柏木由紀
柏木由紀（日语：／ Kashiwagi Yuki */?，1991年7月15日—）是日本偶像藝人，為女子偶像團體AKB48前成員，曾兼任NMB48、NGT48成員。鹿兒島市出身，所屬經紀公司為渡边娱乐。2007年以AKB48第3期生身分出道，憑藉著多年養成的舞台實力與粉絲對應，而成為AKB48以及整個AKB48集團的指標人物之一。2024年4月30日正式從AKB48畢業，也是AKB48團員中在團時間最長的成員，在籍天數6233天。

## 經歷

### 2005年－2008年
柏木因自小憧憬女子偶像組合，而想加入演藝界成為偶像藝人。2005年10月，柏木參與AKB48第1期甄選，翌日就被聯絡，並與母親相談。在前往東京接受最後階段面試當天，因父親趕到鹿兒島機場並表示強烈反對，柏木因而未能成功到東京發展。2006年7月，參加「早安少女組。」Happy 8期甄選，並進入第三輪的25人名單，但最後落選。同年12月3日，繼續報名AKB48第3期追加成員的甄選，最後合格，為12,828位報名者的20名合格者之一。12月9日，柏木在中以Team B成員的身分初次向媒體露面。
2007年3月，鹿兒島市立皇德寺中學校畢業後，雖父親反對，但仍和母親一起到東京。4月8日，第一次在AKB48剧場的「AKB48 Team B 1st Stage「青春女孩」公演」中初次以Team B成員身分登台表演。7月18日，柏木於單曲《BINGO!》首次成為正式選拔成員，得以演唱單曲，與渡邊麻友、平嶋夏海一同成为Team B的初次单曲选拔成员，並在第8張單曲《櫻花的花瓣們2008》再次進入選拔成員，並在之後的全部單曲都被選為選拔成員（猜拳大賽單曲與2017、2018年的總選舉單曲除外）。

### 2009年－2012年
2009年3月25日，柏木於TEAM B夜公演時發表移籍至經紀公司渡边娱乐旗下的Biscuit Entertainment。4月，開始擔任TBS電視台節目《Hiruobi!》星期三及星期四的氣象播報員；同年9月底，改為擔任星期一及星期二氣象播報員，當時年齡僅17歲又9個月。7月8日，「AKB第一屆人氣總選舉」的投票結果為第9名，進入媒体組選拔成員，開始累積人氣。8月23日，在「AKB104選拔成員組閣祭」夜公演中，柏木被任命擔任Team B隊長，並於2010年5月21日的B5公演第一天正式就任。9月28日，首本個人寫真集《以上、柏木由紀でしたっ》發行，並於TBS電視台播放的《Rank王国》的年間偶像寫真集排名中，以此本寫真集獲得了第一位。
2010年2月24日，首張個人寫真DVD《以上、グアムから柏木由紀でしたっ》發行。6月9日，柏木於「AKB第二屆人氣總選舉」中獲得第8名，再次成為單曲主要演唱成員。6月28日，在Team B 5th Stage「劇場的女神」公演中宣布與Team A的倉持明日香、高城亞樹組成AKB新子團「French Kiss」。
2011年6月9日，柏木在「AKB第三屆人氣總選舉」中首度獲得第3名，並獲得極大關注。11月1日，為家鄉鹿兒島縣代言觀光活動。
2012年6月6日，在「AKB第四屆人氣總選舉」中再度獲得第3名，人氣穩固。7月14日，在其首場個人演唱會《1st個人LIVE~睡著或醒著的YUKIRIN世界~》中，公布將以個人身分出道，亦為第一個擁有個人演唱會的48集團成員。8月24日，《AKB48 in TOKYO DOME ～1830m的夢想～》演唱會第一天中，卸下Team B隊長職務。10月6日，首個冠名的廣播節目《柏木由紀的YUKIRIN TIME》開始播出。11月11日，正式發表成立AKB48成員史上首個個人唱片品牌「YukiRing」。

### 2013年－2016年
2013年1月11日，初次主演電視劇東京電視台《蜜愛莉諾柏木》。2月6日，正式透過個人唱片品牌「YukiRing」發行個人出道單曲《草莓蛋糕》，並舉行個人第二次演唱會《睡著或醒著的YUKIRIN世界～讓你沉迷喔～》。
6月8日，於「AKB第五屆人氣總選舉」拿下第4名，亦是Team B成員中最高名次者。10月16日，發行個人第二張單曲《Birthday wedding》，並首次嘗試作詞。11月7日，柏木於橫濱體育館舉行第三次個人演場會《睡著或醒著都是YUKIRIN世界〜會讓你更沉迷喔〜》，同時也達成AKB48 史上個人演唱會最大規模1萬名觀眾入場觀看的紀錄。
2014年2月4日至5日，與加藤玲奈出席香港簽名會及握手會。2月24日，柏木於「AKB48集團大組閣祭」中宣布留任Team B，並且兼任NMB48的Team N。6月7日，於「AKB第六屆人氣總選舉」中以104,364的票數第三度獲得第3名，得票數破自己的紀錄。9月17日，於「AKB48 Group 猜拳大會2014」中發表入選為第38張單曲選拔成員。
2015年1月25日，於TOKYO DOME CITY HALL舉辦的「AKB48 重溫時間 最佳曲目1035 2015」第五天晚場演唱會上，發表了AKB48第39張單曲《Green Flash》的選拔成員，此張單曲由柏木由紀與第一期生小嶋陽菜共同擔任center，是柏木加入AKB48後首次於A面曲中擔任center。3月26日，於AKB48單獨琦玉演唱會中，宣布解除NMB48 Team N之兼任身分，並與原屬Team K的北原里英加入同年10月出道的新姐妹團NGT48，兩人除了擔任新團NGT48的評審徵選出新團成員，亦由北原出任NGT48隊長。6月6日，柏木於「AKB第七屆人氣總選舉」中以167,183的票數獲個人最佳第2名，為AKB在初期成員相繼畢業後最受矚目的成員之一。同年，子團French Kiss因倉持明日香畢業離團加上成員因工作日程難以調整，而宣布在發行最後一張專輯後於11月5日於埼玉超級競技場舉行萬人演唱會並正式解散。
2016年4月至5月期間，在日本國內五個地方舉行《柏木由紀1st Live Tour》巡迴演唱會，演唱會共舉行6場，成為首位AKB48在籍時舉行個人巡迴演唱會。
6月18日，於新潟县立棒球場舉辦的「AKB48第45張單曲選拔總選舉」中以92,110票獲得第5名。7月25日至8月5日期間，參與舞台劇《馬路須加學園 ～Lost In The SuperMarket～》演出，首次擔任舞台劇主演。

### 2017年－2020年
2017年3月末的「AKB48第49張單曲選拔總選舉」報名期中，柏木宣佈不參選總選舉，次年總選舉也沒有參加。
2018年，柏木傾向個人發展。1月22日及23日，一連兩天在上海舉辦首場個人海外演唱會「YUKIRIN WORLD LIVE IN SHANGHAI 2018」。5月，首次參與公演製作，公演以研究生為對象，名為「偶像修業中♡」。6月13日，公佈將出演NHK大河劇《西鄉殿》，飾演西鄉園一角。7月，宣佈舉辦亞洲巡迴演唱會「YUKIRIN WORLD LIVE IN ASIA 2018」。8月4日及5日，舉辦首場亞洲巡迴演唱會上海站。10月12日、14日及16日，分別舉辦亞洲巡迴演唱會重慶站、台北站及香港站。12月，出演漫畫改篇深夜劇《這份戀情有罪嗎？》主角駒田多惠。
2019年4月17日，宣佈NGT48兼任解除，於4月21日舉辦的NGT48 Team NIII公演後正式結束兼任。7月，再度參與公演製作，名為「我的夏天開始了」。7月19日，宣佈將在東京及上海舉辦「YUKIRIN WORLD LIVE 2019」，分別於10月31日及11月1日在東京中野Sun Plaza舉辦東京場，11月9日在上海世博中心红廳舉辦上海場。11月30日，在大阪城音樂廳舉辦的《Best Hit歌謠祭2019》節目中表示直到30歲前不會於AKB48中畢業。
2020年2月2日，開設了自己的YouTube頻道，名為「YUKIRIN WORLD」。9月27日，舉行首場線上演唱會《睡著或醒著都是YUKIRIN世界〜 即使是線上也讓你沉迷於夢中♡〜》。12月27日，在新大谷飯店舉行首場晚餐秀《睡著或醒著都是YUKIRIN世界〜即使是晚餐秀也讓你沉迷於夢中♡〜》。

### 2021年至今
2021年1月19日，宣佈柏木的唱片公司將從愛貝克思旗下品牌YukiRing移籍到國王唱片，並將於3月3日發行相隔7年5個月的新個人單曲《CAN YOU WALK WITH ME??》，跟以往不同的是，這次的單曲是由以推出異色偶像著稱的演藝經紀公司WACK創辦人渡邊淳之介擔任製作人。3月10日，開設官方YouTube頻道為「柏木由紀 - YouTube Official Channel」。4月1日，增設自己的YouTube子頻道「YUKIRIN Game Channel」。4月9日，在官方YouTube頻道上宣佈柏木將會加入WACK旗下的所有組合 （BiSH、BiS、EMPiRE、豆柴的大群、GO TO THE BEDS、PARADISES、ASP），參與所有組合的新曲，預計在8月31日發行。柏木會以藝名「YUKI REYSOLE」參與WACK Group的活動 。5月23日，在橫濱PIA Arena MM舉行的「17LIVE presents AKB48 15th Anniversary LIVE AKB48單獨演唱會～喜歡的話就說喜歡～」擔任「演出」，負責該場演唱會表演曲目的編成。
6月3日，柏木在東京電視台節目「可以见到主治医师的诊所」被診斷疑似患有脊髓栓系綜合徵和脊髓腫瘤，導致左手手指經常有麻痺的現象，她表示麻痺現象已持續一年，曾在不同的整形外科看過病，當時被診斷為腕隧道症候群。她也在自己的YouTube頻道上表示，未來工作和治療會同時進行。6月8日，為了進行骨髓空洞症的早期手術和治療，需要休養一段時間，宣布原定在同月11日和12日參與的舞台「AKB48 THE AUDISHOW」休演，7月7日和8日的個人演唱會「睡著或醒著都是YUKIRIN世界」和預定在8月31日發行的與WACK旗下團體合作的單曲將會延期，在入院手術前所參與的工作都是被判斷為不會對身體造成負擔的。6月25日，柏木接受了肿瘤摘除手术。
7月7日，柏木被宣布成为AKB48第58张单曲《一切都成Rumor》的选拔成员，是团体中首位年龄超过30岁的选拔成员。7月15日，在柏木自己30歲生日當天，發行相隔約9年3個月的新寫真集「Experience」，并重启演艺活动。11月26日及29日，舉行早前被延期的個人演唱會「睡著或醒著都是YUKIRIN世界」。11月30日，發行與WACK旗下團體合作的單曲「柏木由紀なりのWACK(KASHiWACK)」。12月27日，在TOKYO DOME CITY HALL舉行「柏木由紀なりのWACK EXHiBiTiON and SELECT7」活動，活動包括Premium Live 和「VOTE!! WACK SELECT 7」選舉開票，選舉投票企劃是WACK旗下7個組合的36位成員為對象，頭7名的成員將會和柏木組成一個由柏木擔任製作人的新組合。
2022年3月23日，在官方YouTube頻道宣佈與「VOTE!! WACK SELECT 7」頭7名成員組成的新組合名字是「SPY」（全稱為「SELECT 7 plus YUKi」），並將於6月1日發行新單曲《對你的鎖定狙擊♡》（あなたを狙い撃ち♡）。3月28日，宣布成為AKB48第59張單曲《是前男友》的選拔成員。4月1日，播出約九年半的冠名廣播節目《柏木由紀的YUKIRIN TIME》正式結束。
2023年10月20日，在日本武道館宣布將在2024年4月畢業。
2024年3月13日，發行畢業單曲《美瞳Wink》。3月16日，在Pia Arena MM舉行畢業演唱會。4月30日，在AKB48劇場舉行畢業公演，正式從AKB48畢業，至此3期生18人全數畢業。

## 人物

### 特徵
- 主要愛稱是「Yukirin」 ，不過在2008年5月4日的公演中，成員菊地彩香則稱柏木為「Black柏木」，最初的意思是指柏木經常穿著黑色系的衣服，但是之後就漸漸轉為「腹黑」的意思，此稱號也都會在不同的節目上出現。
- 樣貌常被指酷似北海道吉祥物Marimokkori（日语：まりもっこり）。小學2年級時，看了早安少女組的演唱會後就開始喜歡收集偶像情報[38]，而其後憧憬的偶像是松田聖子和松浦亞彌。中學時曾因病大半個月請病假，家中休養時在電視上看見少女團體的表演而開始心生嚮往，想成為讓人打起精神的偶像[39]。堅持不染髮、不修眉毛及不穿耳洞[40]。
- 認為自己是正面思考的人。「有自信是AKB全團最能向好處想的前三位之一」[41]。
- 被成員們公認為「雨女」，而柏木自身都承認這個說法，重要活動必會下雨。有潔癖，無法穿公用的拖鞋，AKB排練室的個人室內鞋穿了五年已破損，團員大島優子發現後在柏木19歲生日當天送了新鞋子給柏木[42]。
- 日語漢字能力檢定3級合格。興趣是唱卡拉OK，但不習慣和朋友或AKB成員同行，而是和母親。癖好是經常用手整理自己的前髮瀏海[43]。得意於自己的骨關節柔軟度[44]。
- 小學生時曾加入吹奏部，懂得吹長號，在Team B 4th Stage「偶像的黎明」公演曲〈偶像的黎明〉中負責長號。其後在單曲〈GIVE ME FIVE!〉中為鼓手，曾在電視劇《蜜愛莉諾柏木》中表演，但練習的後遺症是身體重心整個向左傾，站立時頭部亦不自覺偏斜[45]。
- 2009年4月起擔任TBS電視台午間情報節目《Hiruobi!（日语：ひるおび!）》的天氣播報員至2020年3月為止，因此有「天氣姐姐」暱稱。中文粉絲間亦以此衍生，將柏木暱稱為「天氣」。
- 從小喜愛早安家族，在進入AKB48集團前，便與同為早安家族歌迷的指原莉乃認識，兩人當時在早安家族的歌迷圈有著「大分的指原，鹿兒島的柏木」的稱號[46][47]。

### AKB48集團相關
- 柏木出身於鹿兒島縣，是AKB48當中首位來自鹿兒島縣的成員。即使後來AKB48有眾多後輩加入以及有數個姊妹團體的成立，但是來自鹿兒島縣的成員也非常的少。迄今為止除了柏木之外，歷代AKB48集團的成員當中只有宮脇咲良（前HKT48）、下青木香鈴（前AKB48 Team 8）和藤園麗（前AKB48 Team 8）同樣來自鹿兒島縣。
- 夢想是「一輩子當偶像藝人」[48]。因父親不同意柏木進藝能界，柏木和母親來到東京後，一直沒回鹿兒島老家，直到四年後拍攝AKB紀錄片《AKB48 夢想起飛》時才回到鹿兒島。柏木表示，「因當年父親堅決反對，加上也是最後一刻才告知家鄉朋友進藝能界的事，所以也沒有回家鄉的念頭」。在握手會中，會記得歌迷名字，並且給予貼心問候，為「神對應」始祖。非常重視握手會，若同天有其他工作，甚至因此而調整通告以握手會為優先，認為偶像藝人有時刻展現笑容的責任，盡量不在歌迷面前落淚或露出負面情緒。工作時（身為AKB成員）最開心，因為實現了自己的夢想，只有做這件事時最有自信。
- 與渡邊麻友被視為分隊Team B的「雙ACE」，兩人感情甚篤。高橋南曾表示，「平常是吐槽的角色，但只有跟Mayuyu（渡邊麻友）在一起時，柏木馬上變身為『媽媽』。」[49]渡邊與NMB48成員與儀凱拉都以「媽媽」稱呼柏木。曾表示有三位摯友，一個是在鹿兒島小學即認識的朋友，和AKB48的片山陽加和宮澤佐江。亦和峯岸南、渡邊麻友、指原莉乃、菊地彩香、仁藤萌乃、北原里英、渡邊美優紀、橫山由依、多田愛佳、山本彩、島崎遙香等關係特別好。私下會一起出去吃飯，關係良好的前輩們有大島優子、高橋南、小嶋陽菜、板野友美及篠田麻里子。在宣傳單曲〈Green Flash〉的雜誌訪問中表示：「如果小嶋陽菜從AKB48畢業的話，那我也跟著她畢業好了！」，嚇得小嶋陽菜笑說：「那我不畢業了！」
- 由於反應誇張，被封為AKB48的「吃驚女王」，也因此在《AKBINGO!》等多個綜藝節目中被實驗過。
- 在Team B 5th公演「劇場的女神」中有自己的SOLO組曲，是舊Team B成員中的首位，並且是繼大島優子、秋元才加後第3人擁有自己的SOLO組曲，在AKB48成員中很少有這種待遇。AKB48中首位擁有個人演唱會的成員、第一個擁有自己唱片品牌的AKB48集團成員（YukiRing）、第一個擁有個人演唱會的AKB48集團成員（「1st個人LIVE~睡著或醒著的YUKIRIN世界~」） 。
- 2017年12月31日渡邊麻友畢業離團後，AKB48的第3期生僅剩柏木一人。SKE48成員松村香織在2019年5月2日畢業後，柏木取而代之成為整個AKB48集團最年長的成員，直至畢業為止。2022年5月18日，AKB48第59張單曲《是前男友》發行時，創下最年長選拔成員的記錄（當時為30歲又10個月零4日）。
- 2022年5月30日起，在籍天數正式超越峯岸南（在籍5651天），成為AKB48在團時間最長的成員。

## 音樂作品
- 標註有「★」符號者表示該首歌曲有拍攝MV。

### AKB48單曲
|      | 發行日期       | 單曲名稱           | 參與歌曲名稱           | 名義                    | 收錄於        | MV | 備註                        |
| ---- | -------------- | ------------------ | ---------------------- | ----------------------- | ------------- | -- | --------------------------- |
| 4th  | 2007年7月18日  | BINGO!             | BINGO!                 |                         | 全版本        | ★  | A面曲 出道作品 首次進入選拔 |
| 8th  | 2008年2月27日  | 櫻花花瓣2008       | 櫻花花瓣2008           |                         | 全版本        | ★  | A面曲                       |
| 8th  | 2008年2月27日  | 櫻花花瓣2008       | 最後的制服             |                         | 全版本        |    |                             |
| 9th  | 2008年6月13日  | Baby! Baby! Baby!  | Baby! Baby! Baby!      |                         | 全版本        | ★  | A面曲                       |
| 9th  | 2008年6月13日  | Baby! Baby! Baby!  | 初日                   | Team B                  | Napster       |    |                             |
| 10th | 2008年10月22日 | 大聲鑽石           | 大聲鑽石               |                         | 全版本        | ★  | A面曲                       |
| 11th | 2009年3月4日   | 10年櫻             | 10年櫻                 |                         | 全版本        | ★  | A面曲                       |
| 11th | 2009年3月4日   | 10年櫻             | 在櫻花色的天空之下     |                         | 全版本        |    |                             |
| 12th | 2009年6月24日  | 驚喜的淚水!        | 驚喜的淚水!            |                         | 全版本        | ★  | A面曲                       |
| 12th | 2009年6月24日  | 驚喜的淚水!        | 初日                   | Team B                  | 全版本        |    |                             |
| 13th | 2009年8月26日  | Maybe是藉口        | Maybe是藉口            |                         | 全版本        | ★  | A面曲                       |
| 14th | 2009年10月21日 | RIVER              | RIVER                  |                         | 全版本        | ★  | A面曲                       |
| 15th | 2010年2月17日  | 櫻花印記           | 櫻花印記               |                         | 全版本        | ★  | A面曲                       |
| 15th | 2010年2月17日  | 櫻花印記           | 真假搖滾               |                         | 全版本        | ★  |                             |
| 15th | 2010年2月17日  | 櫻花印記           | 遠距離海報             | Team PB                 | Type-A 劇場盤 | ★  | 首次擔任Center              |
| 16th | 2010年5月26日  | 馬尾與髮圈         | 馬尾與髮圈             |                         | 全版本        | ★  | A面曲                       |
| 16th | 2010年5月26日  | 馬尾與髮圈         | 馬路須加學園頂尖藍調   |                         | Type-B 劇場盤 | ★  |                             |
| 17th | 2010年8月18日  | 無限重播           | 無限重播               |                         | 全版本        | ★  | A面曲                       |
| 17th | 2010年8月18日  | 無限重播           | 蔬菜姊妹               | 蔬菜姊妹                | Type-A 劇場盤 | ★  |                             |
| 17th | 2010年8月18日  | 無限重播           | Lucky Seven            |                         | Type-B 劇場盤 | ★  |                             |
| 18th | 2010年10月27日 | Beginner           | Beginner               |                         | 全版本        | ★  | A面曲                       |
| 19th | 2011年12月8日  | 機會的順序         | 預約的聖誕節           |                         | 全版本        | ★  |                             |
| 19th | 2011年12月8日  | 機會的順序         | 愛的跳躍               | Team B                  | Type-B        | ★  | Center                      |
| 20th | 2011年2月16日  | 變成櫻花樹         | 變成櫻花樹             |                         | 全版本        | ★  | A面曲                       |
| 21st | 2011年5月25日  | Everyday、髮箍     | Everyday、髮箍         |                         | 全版本        | ★  | A面曲                       |
| 21st | 2011年5月25日  | Everyday、髮箍     | 現在開始 Wonderland    |                         | 全版本        | ★  |                             |
| 21st | 2011年5月25日  | Everyday、髮箍     | 鬥魂                   |                         | Type-A        | ★  |                             |
| 22nd | 2011年8月24日  | 飛翔入手           | 飛翔入手               |                         | 全版本        | ★  | A面曲                       |
| 22nd | 2011年8月24日  | 飛翔入手           | 不知不覺的青春         |                         | Type-A        | ★  |                             |
| 22nd | 2011年8月24日  | 飛翔入手           | 野菜占卜               | 蔬菜姊妹2011            | 劇場盤        |    |                             |
| 23rd | 2011年10月26日 | 風正在吹           | 風正在吹               |                         | 全版本        | ★  | A面曲                       |
| 24th | 2011年12月7日  | 崇尚麻里子         | 耶誕夜                 |                         | 全版本        | ★  |                             |
| 24th | 2011年12月7日  | 崇尚麻里子         | 暱稱Fantasy            | Team B                  | Type-B        | ★  | Center                      |
| 25th | 2012年2月15日  | GIVE ME FIVE!      | GIVE ME FIVE!          |                         | 全版本        | ★  | A面曲                       |
| 25th | 2012年2月15日  | GIVE ME FIVE!      | 牧羊人之旅             | Special Girls B         | Type-B        | ★  | Center                      |
| 26th | 2012年5月23日  | 仲夏的Sounds good! | 仲夏的Sounds good!     |                         | 全版本        | ★  | A面曲                       |
| 26th | 2012年5月23日  | 仲夏的Sounds good! | 給我吧、達令！         |                         | Type-A        | ★  |                             |
| 26th | 2012年5月23日  | 仲夏的Sounds good! | 為了你我…              | Stage Fight選拔         | 劇場盤        |    |                             |
| 27th | 2012年8月29日  | 格子花紋           | 格子花紋               |                         | 全版本        | ★  | A面曲                       |
| 27th | 2012年8月29日  | 格子花紋           | 夢之河                 |                         | Type-A 劇場盤 | ★  |                             |
| 28th | 2012年10月31日 | UZA                | UZA                    |                         | 全版本        | ★  | A面曲                       |
| 28th | 2012年10月31日 | UZA                | 不是正義使者的英雄     | Team B                  | Type-B        | ★  | Center                      |
| 29th | 2012年12月5日  | 永遠的壓力         | 永遠的壓力             |                         | 全版本        | ★  | A面曲                       |
| 29th | 2012年12月5日  | 永遠的壓力         | 最特別的耶誕節         |                         | 全版本        | ★  |                             |
| 30th | 2013年2月20日  | So long!           | So long!               |                         | 全版本        | ★  | A面曲                       |
| 30th | 2013年2月20日  | So long!           | 怎麼會在那裡踩到狗屎？ | Team B                  | Type-B        | ★  | Center                      |
| 31st | 2013年5月22日  | 再見自由式         | 再見自由式             |                         | 全版本        | ★  | A面曲                       |
| 31st | 2013年5月22日  | 再見自由式         | 浪漫手槍               | Team B                  | Type-B        | ★  | Center                      |
| 31st | 2013年5月22日  | 再見自由式         | Haste和Waste           | BKA48                   | Type-B        | ★  |                             |
| 32nd | 2013年8月21日  | 戀愛的幸運餅乾     | 戀愛的幸運餅乾         |                         | 全版本        | ★  | A面曲                       |
| 32nd | 2013年8月21日  | 戀愛的幸運餅乾     | 最後一扇門             |                         | Type-B        | ★  |                             |
| 32nd | 2013年8月21日  | 戀愛的幸運餅乾     | 不是因為眼淚           |                         | Type-B        | ★  |                             |
| 33rd | 2013年10月30日 | 真心電流           | 真心電流               |                         | 全版本        | ★  | A面曲                       |
| 33rd | 2013年10月30日 | 真心電流           | Tiny T-shirt           | Team B                  | Type-B        | ★  | Center                      |
| 34th | 2013年12月11日 | 倘若在梧桐樹什麼的 | Mosh&Dive              |                         | 全版本        | ★  |                             |
| 34th | 2013年12月11日 | 倘若在梧桐樹什麼的 | Party is over          | AKB48                   | Type-A        | ★  |                             |
| 35th | 2014年2月26日  | 勇往直前           | 勇往直前               |                         | 全版本        | ★  | A面曲                       |
| 36th | 2014年5月21日  | 拉布拉多獵犬       | 拉布拉多獵犬           |                         | 全版本        | ★  | A面曲                       |
| 36th | 2014年5月21日  | 拉布拉多獵犬       | 只到今天的旋律         |                         | 全版本        | ★  |                             |
| 36th | 2014年5月21日  | 拉布拉多獵犬       | B花園                  | Team B                  | Type-B        | ★  |                             |
| 37th | 2014年8月27日  | 心意告示牌         | 心意告示牌             |                         | 全版本        | ★  | A面曲                       |
| 38th | 2014年11月26日 | 希望無限           | 希望無限               |                         | 全版本        | ★  | A面曲                       |
| 38th | 2014年11月26日 | 希望無限           | 寂寞俱樂部             | Team B                  | Type-C        | ★  |                             |
| 39th | 2015年3月4日   | Green Flash        | Green Flash            |                         | 全版本        | ★  | A面曲 首次擔任單曲Center    |
| 39th | 2015年3月4日   | Green Flash        | 春光 靠近的夏日        | AKB48                   | Type-A        | ★  |                             |
| 39th | 2015年3月4日   | Green Flash        | 鞋與傘的故事           |                         | Type-N 劇場盤 | ★  |                             |
| 40th | 2015年5月20日  | 我們不戰鬥         | 我們不戰鬥             |                         | 全版本        | ★  | A面曲                       |
| 40th | 2015年5月20日  | 我們不戰鬥         | 加加油小調             | WONDA選拔               | Type-D        | ★  |                             |
| 40th | 2015年5月20日  | 我們不戰鬥         | 你的第二章             |                         | Type-D        | ★  |                             |
| 41st | 2015年8月26日  | Halloween Night    | Halloween Night        |                         | 全版本        | ★  | A面曲                       |
| 41st | 2015年8月26日  | Halloween Night    | 一步目音頭             |                         | Type-C        | ★  |                             |
| 42nd | 2015年12月9日  | 紅唇Be My Baby     | 紅唇Be My Baby         |                         | 全版本        | ★  | A面曲                       |
| 42nd | 2015年12月9日  | 紅唇Be My Baby     | 365天的紙飛機          |                         | 全版本        | ★  |                             |
| 42nd | 2015年12月9日  | 紅唇Be My Baby     | 金色翅膀的人啊         | Team B                  | Type-C        | ★  |                             |
| 42nd | 2015年12月9日  | 紅唇Be My Baby     | 鼓勵的話               |                         | Type-D        | ★  |                             |
| 43rd | 2016年3月9日   | 你就是旋律         | 你就是旋律             |                         | 全版本        | ★  | A面曲                       |
| 43rd | 2016年3月9日   | 你就是旋律         | 混和體                 | 乃木坂AKB               | Type-E        | ★  |                             |
| 44th | 2016年6月1日   | 不需要翅膀         | 不需要翅膀             |                         | 全版本        | ★  | A面曲                       |
| 44th | 2016年6月1日   | 不需要翅膀         | 一談戀愛就變傻         | Team B                  | Type-A        | ★  |                             |
| 44th | 2016年6月1日   | 不需要翅膀         | 你在哪裡?              | NGT48                   | 劇場盤        |    |                             |
| 45th | 2016年8月31日  | LOVE TRIP/分享幸福 | LOVE TRIP/分享幸福     |                         | 全版本        | ★  | A面曲                       |
| 45th | 2016年8月31日  | LOVE TRIP/分享幸福 | 光與影的每一天         |                         | 全版本        | ★  |                             |
| 45th | 2016年8月31日  | LOVE TRIP/分享幸福 | BLACK FLOWER           |                         | 劇場盤        |    |                             |
| 46th | 2016年11月16日 | High Tension       | High Tension           |                         | 全版本        | ★  | A面曲                       |
| 47th | 2017年3月15日  | Shoot Sign         | Shoot Sign             |                         | 全版本        | ★  | A面曲                       |
| 47th | 2017年3月15日  | Shoot Sign         | 綠意森林運動公園       | NGT48                   | Type-D        | ★  |                             |
| 47th | 2017年3月15日  | Shoot Sign         | 想聽悲傷的歌           | Mayuyukirin             | 劇場盤        |    |                             |
| 48th | 2017年5月31日  | 空有願望           | 空有願望               |                         | 全版本        | ★  | A面曲                       |
| 48th | 2017年5月31日  | 空有願望           | 當時的五百圓硬幣       |                         | Type-C        | ★  |                             |
| 50th | 2017年11月22日 | 11月的腳鏈         | 11月的腳鏈             |                         | 全版本        | ★  | A面曲                       |
| 50th | 2017年11月22日 | 11月的腳鏈         | 出乎意料的故事         | 主唱選拔                | 劇場盤        |    |                             |
| 51st | 2018年3月14日  | Ja-Ba-Ja           | Ja-Ba-Ja               |                         | 全版本        | ★  | A面曲                       |
| 51st | 2018年3月14日  | Ja-Ba-Ja           | 就當朋友吧             | NGT48                   | Type-D        | ★  |                             |
| 52nd | 2018年5月30日  | Teacher Teacher    | Teacher Teacher        |                         | 全版本        | ★  | A面曲                       |
| 52nd | 2018年5月30日  | Teacher Teacher    | 你是我的風             | AKB48家族Center試驗選拔 | 全版本        | ★  |                             |
| 52nd | 2018年5月30日  | Teacher Teacher    | 新鐘聲                 | Team B                  | Type-C        | ★  |                             |
| 54th | 2018年11月28日 | NO WAY MAN         | NO WAY MAN             |                         | 全版本        | ★  | A面曲                       |
| 55th | 2019年3月13日  | 回憶上心頭DAYS     | 回憶上心頭DAYS         |                         | 全版本        | ★  | A面曲                       |
| 55th | 2019年3月13日  | 回憶上心頭DAYS     | 必然性                 | IZ4648                  | Type-C        |    |                             |
| 56th | 2019年9月18日  | 持續愛你           | 持續愛你               |                         | 全版本        | ★  | A面曲                       |
| 57th | 2020年3月18日  | 感謝失戀           | 感謝失戀               |                         | 全版本        | ★  | A面曲                       |
| 57th | 2020年3月18日  | 感謝失戀           | 愛過的人               |                         | 劇場盤        |    |                             |
| 58th | 2021年9月29日  | 一切都成Rumor      | 一切都成Rumor          |                         | 全版本        | ★  | A面曲                       |
| 58th | 2021年9月29日  | 一切都成Rumor      | 即使分離               |                         | 全版本        | ★  |                             |
| 59th | 2022年5月18日  | 是前男友           | 是前男友               |                         | 全版本        | ★  | A面曲                       |
| 59th | 2022年5月18日  | 是前男友           | 開始做吧               | Team B                  | Type-C        | ★  |                             |
| 60th | 2022年10月19日 | 久違的Lip Gloss    | 久違的Lip Gloss        |                         | 全版本        | ★  | A面曲                       |
| 61st | 2023年4月26日  | 無論如何都喜歡你   | 無論如何都喜歡你       |                         | 全版本        | ★  | A面曲                       |
| 62nd | 2023年9月27日  | 如果不是偶像的話   | 如果不是偶像的話       |                         | 全版本        | ★  | A面曲                       |
| 63rd | 2024年3月13日  | 美瞳Wink           | 美瞳Wink               |                         | 全版本        | ★  | A面曲 Center                |
| 63rd | 2024年3月13日  | 美瞳Wink           | 直到最後的最後         | 柏木由紀                | Type-A        |    | 畢業曲 個人獨唱             |

### NMB48單曲
|      | 發行日期       | 單曲名稱         | 參與歌曲名稱     | 名義   | 收錄於 | MV | 備註                      |
| ---- | -------------- | ---------------- | ---------------- | ------ | ------ | -- | ------------------------- |
| 10th | 2014年11月05日 | 真不像我         | 真不像我         |        | 全版本 | ★  | A面曲 首次進入NMB48選拔組 |
| 10th | 2014年11月05日 | 真不像我         | 休戰協定         | Team N | Type-A | ★  | Center                    |
| 11th | 2015年3月031日 | Don't look back! | Don't look back! |        | 全版本 | ★  | A面曲                     |
| 11th | 2015年3月031日 | Don't look back! | 戀愛詐欺師       | Team N | Type-A | ★  |                           |

### NGT48單曲
|     | 發行日期       | 單曲名稱                         | 參與歌曲名稱                     | 名義      | 收錄於     | MV | 備註   |
| --- | -------------- | -------------------------------- | -------------------------------- | --------- | ---------- | -- | ------ |
| 1st | 2017年04月12日 | 青春時鐘                         | 青春時鐘                         |           | 全版本     | ★  | A面曲  |
| 1st | 2017年04月12日 | 青春時鐘                         | 空罐龐克                         |           | 全版本     |    | Center |
| 1st | 2017年04月12日 | 青春時鐘                         | 尋求黑暗                         |           | Type-C     | ★  |        |
| 2nd | 2017年12月06日 | 藍天會延續到這世界上的哪裡去呢？ | 藍天會延續到這世界上的哪裡去呢？ |           | 全版本     | ★  | A面曲  |
| 2nd | 2017年12月06日 | 藍天會延續到這世界上的哪裡去呢？ | 有什麼東西在                     |           | Type-C     | ★  | [ 51 ] |
| 2nd | 2017年12月06日 | 藍天會延續到這世界上的哪裡去呢？ | 笨拙的上學電車                   | 家鄉Team  | NGT48 CD盤 |    | [ 51 ] |
| 3rd | 2018年04月11日 | 春天哪裏來？                     | 春天哪裏來？                     |           | 全版本     | ★  | A面曲  |
| 3rd | 2018年04月11日 | 春天哪裏來？                     | 蒸發了的水份                     |           | 全版本     |    | Center |
| 4th | 2018年10月03日 | 獻給世人                         | 獻給世人                         |           | 全版本     | ★  | A面曲  |
| 4th | 2018年10月03日 | 獻給世人                         | 心中的太陽                       | Team NIII | Type A     | ★  | [ 53 ] |

### Team Surprise公演單曲
重力共鳴公演
| 公演 | 發行日期       | 公演曲           | 演唱成員                                                    | MV | 備註   |
| ---- | -------------- | ---------------- | ----------------------------------------------------------- | -- | ------ |
| M01  | 2012年09月12日 | 重力共鳴         | Team Surprise                                               | ★  |        |
| M04  | 2012年09月26日 | 沉入眼淚中的太陽 | 篠田麻里子、宮澤佐江、柏木由紀                              | ★  | Center |
| M09  | 2012年10月27日 | 桂花             | 大島優子、柏木由紀、前田敦子                                | ★  |        |
| M11  | 2012年11月10日 | 出發的時機       | Team Surprise                                               | ★  |        |
| M12  | 2012年11月17日 | AKB慶典          | Team Surprise                                               | ★  |        |
| M13  | 2013年07月16日 | 你比想像中的更…… | Team Surprise                                               | ★  |        |
| M15  | 2013年08月17日 | 心的向量         | 松井玲奈、島崎遙香、篠田麻里子 前田敦子、柏木由紀、橫山由依 | ★  |        |

玫瑰的儀式公演
| 公演 | 發行日期       | 公演曲         | 演唱成員                                                                   | MV | 備註   |
| ---- | -------------- | -------------- | -------------------------------------------------------------------------- | -- | ------ |
| M01  | 2014年09月06日 | 眼中倒映的未來 | Team Surprise                                                              | ★  |        |
| M05  | 2014年09月27日 | 把愛揉成一團   | 柏木由紀、小嶋陽菜、橫山由依                                               | ★  | Center |
| M11  | 2014年11月08日 | 失戀同盟       | 峯岸南、柏木由紀、大島優子 松井玲奈、北原里英                              | ★  |        |
| M12  | 2014年11月15日 | 玫瑰的儀式     | Team Surprise                                                              | ★  |        |
| M13  | 2015年11月02日 | 美麗的狩獵     | Team Surprise                                                              | ★  |        |
| M15  | 2015年11月21日 | 愛之川         | 大島優子、渡邊麻友、柏木由紀 高橋南、篠田麻里子、小嶋陽菜 板野友美、峯岸南 | ★  |        |

### 其他單曲
| 發行日期       | 單曲名稱               | 參與歌曲名稱 | 名義                   | 收錄於                    | MV | 備註                                    |
| -------------- | ---------------------- | ------------ | ---------------------- | ------------------------- | -- | --------------------------------------- |
| 2010年07月21日 | 心之羽根               | 心之羽根！   | Team Dragon from AKB48 | 全版本                    | ★  |                                         |
| 2010年07月21日 | 心之羽根               | 世界中之雨   | AKB48                  | 全版本                    | ★  |                                         |
| 2012年10月30日 | Sugar Rush             | Sugar Rush   | AKB48                  | 《無敵破壞王》 電影原聲帶 | ★  | 《無敵破壞王》在全 球市場放映時的片尾曲 |
| 2014年12月24日 | 與其溫柔不如給我一個吻 | 微弱春風     |                        | 全版本                    | ★  | 渡邊美優紀猜拳大會solo單曲的C/W曲       |

### AKB48專輯
|      | 發行日期       | 專輯名稱                     | 參與歌曲名稱            | 名義                    | 收錄於          | 備註                       |
| ---- | -------------- | ---------------------------- | ----------------------- | ----------------------- | --------------- | -------------------------- |
| 02nd | 2010年04月07日 | 神曲集                       | Baby! Baby! Baby! Baby! |                         | 全版本          |                            |
| 02nd | 2010年04月07日 | 神曲集                       | 初日                    | Team B                  | 全版本          |                            |
| 02nd | 2010年04月07日 | 神曲集                       | 你與彩虹與太陽          |                         | 通常盤          |                            |
| 03rd | 2011年06月08日 | 就是在這裡                   | 少女們                  |                         | 全版本          |                            |
| 03rd | 2011年06月08日 | 就是在這裡                   | 戀愛馬戲團              | Team B                  | 全版本          |                            |
| 03rd | 2011年06月08日 | 就是在這裡                   | 風的去向                |                         | 全版本          |                            |
| 03rd | 2011年06月08日 | 就是在這裡                   | 推Team B                | Team B                  | 全版本          |                            |
| 03rd | 2011年06月08日 | 就是在這裡                   | 就是在這裡              | AKB48+SKE48+SDN48+NMB48 | 全版本          |                            |
| 04th | 2012年08月15日 | 1830m                        | First Rabbit            |                         | 全版本          |                            |
| 04th | 2012年08月15日 | 1830m                        | 不算                    | Team B                  | 全版本          |                            |
| 04th | 2012年08月15日 | 1830m                        | 我們 現在 應該好好談談  |                         | 全版本          |                            |
| 04th | 2012年08月15日 | 1830m                        | 珍貴的時間              |                         | 通常盤          |                            |
| 04th | 2012年08月15日 | 1830m                        | 溫柔的地圖              |                         | 通常盤          |                            |
| 04th | 2012年08月15日 | 1830m                        | 慢走                    |                         | 通常盤          |                            |
| 04th | 2012年08月15日 | 1830m                        | 藍天 不會寂寞嗎？       | AKB48+SKE48+NMB48+HKT48 | 全版本          |                            |
| 05th | 2014年01月22日 | 未來軌跡                     | After Rain              |                         | Type-A          |                            |
| 05th | 2014年01月22日 | 未來軌跡                     | 因為剛淋了浴            |                         | Type-A          |                            |
| 05th | 2014年01月22日 | 未來軌跡                     | 我會努力                |                         | Type-A          |                            |
| 05th | 2014年01月22日 | 未來軌跡                     | 悲傷的近距離戀愛        | Team B                  | Type-B          | Center                     |
| 06th | 2015年01月21日 | 這裡是羅德斯島、在這裡跳吧！ | 愛的存在                |                         | 全版本          |                            |
| 06th | 2015年01月21日 | 這裡是羅德斯島、在這裡跳吧！ | To go                   | Team B                  | Type-B          |                            |
| 06th | 2015年01月21日 | 這裡是羅德斯島、在這裡跳吧！ | 沒用的愛哭鬼            |                         | Type-B          | Solo曲                     |
| 07th | 2015年11月18日 | 0與1之間                     | 希望保有溫柔            |                         | NO.1 SINGLES    | 柏木由紀、指原莉乃         |
| 07th | 2015年11月18日 | 0與1之間                     | 愛樂成癮                | Team B                  | MILLION SINGLES |                            |
| 08th | 2017年01月25日 | 點時成菁                     | 那天的自己              |                         | 全版本          |                            |
| 08th | 2017年01月25日 | 點時成菁                     | 有裂痕的鏡子            |                         | Type-A          | Center                     |
| 09th | 2018年01月24日 | 那個黎明，我們都知道         | 鞋帶的綁法              |                         | 除劇場盤        |                            |
| 09th | 2018年01月24日 | 那個黎明，我們都知道         | 全是臭東西              |                         | Type-B          | 柏木由紀、山本彩、橫山由依 |

### NMB48專輯
|      | 發行日期       | 專輯名稱                        | 參與歌曲名稱 | 名義                | 收錄於 | 備註                   |
| ---- | -------------- | ------------------------------- | ------------ | ------------------- | ------ | ---------------------- |
| 02nd | 2014年08月14日 | 世界的中心是大阪 ～難波自治區～ | 伊維薩女孩   | NMB48               | 全版本 | 此曲亦是數位下載限定曲 |
| 02nd | 2014年08月14日 | 世界的中心是大阪 ～難波自治區～ | 下電車       | Team N              | Type-N | Center                 |
| 02nd | 2014年08月14日 | 世界的中心是大阪 ～難波自治區～ | 心的獨佔權   | 柏木由紀&渡邊美優紀 | Type-B |                        |

### 劇場公演分組曲
| 公演名稱                              | 參與歌曲名稱     | 備註                                                     |
| ------------------------------------- | ---------------- | -------------------------------------------------------- |
| 初代Team B時期                        |                  |                                                          |
| Team B 1st Stage「青春女孩」公演      | 禁忌的2人        |                                                          |
| Team B 1st Stage「青春女孩」公演      | 放浪之夏         |                                                          |
| Team B 2st Stage「想見你」公演        | 淚之湘南         |                                                          |
| Team B 2st Stage「想見你」公演        | 戀愛計劃         |                                                          |
| Team B 2st Stage「想見你」公演        | 從背後緊緊相擁   |                                                          |
| Team B 2st Stage「想見你」公演        | 里約的革命       |                                                          |
| Team B 2st Stage「想見你」公演        | 裙襬飄飄         | 全員参加曲，作為前排成員（裙襬七人）登場                 |
| Team B 3rd Stage「睡衣兜風」公演      | 無望之淚         |                                                          |
| Team B 4th Stage「偶像的黎明」公演    | 口對口的巧克力   | Center                                                   |
| Team B 4th Stage「偶像的黎明」公演    | 單戀對角線       | 仁藤萌乃為中心的組曲，擔任後方舞群                       |
| THEATER G-ROSSO「不要让梦想死去」公演 | 記憶的兩難       | 倉持明日香・北原里英的代役                               |
| 柏木Team B時期                        |                  |                                                          |
| Team B 5th Stage「劇場的女神」公演    | 夜風的惡作劇     | SOLO                                                     |
| Team B 5th Stage「劇場的女神」公演    | 來一塊糖果       | 佐藤亞美菜的小組Under 或河西智美休演時佐藤亞美菜代替出演 |
| 梅田Team B時期                        |                  |                                                          |
| Team B「Waiting」公演                 | 沉入眼淚中的太陽 | Center                                                   |
| 倉持Team B時期                        |                  |                                                          |
| Team B 「睡衣兜風」公演               | 純情主義         | Center                                                   |
| 木崎Team B時期                        |                  |                                                          |
| Team B 6th Stage「正在恋爱中」公演    | 春天到来之前     | 與渡边麻友搭檔                                           |

| 公演名稱                           | 參與歌曲名稱 | 備註   |
| ---------------------------------- | ------------ | ------ |
| NMB48 Team N兼任時期               |              |        |
| Team N 4th Stage「天使在這裡」公演 | 拉鏈         | Center |
| Team N 4th Stage「天使在這裡」公演 | 第一顆星星   |        |
| Team N 4th Stage「天使在這裡」公演 | 即使100年前  |        |

| 公演名稱                               | 參與歌曲名稱       | 備註           |
| -------------------------------------- | ------------------ | -------------- |
| NGT48 Team NIII兼任時期                |                    |                |
| Team NIII 1st Stage「Party開始了」公演 | 和你在一起的平安夜 | 與佐藤杏树搭檔 |
| Team NIII 2nd Stage「睡衣兜風」公演    | 純情主義           | Center         |
| Team NIII 3rd Stage「榮耀之丘」公演    | 殘酷的雨           | 與荻野由佳搭檔 |

### 個人單曲
|                  | 發售日           | 名稱                   | 周榜最高位       | 月榜排名         | 年榜排名         | 首周銷量         | 累計銷量         | 販賣形式         | 商品號碼                                                                                 | 形式                                                                           | 備註             |
| 《YukiRing》品牌 | 《YukiRing》品牌 | 《YukiRing》品牌       | 《YukiRing》品牌 | 《YukiRing》品牌 | 《YukiRing》品牌 | 《YukiRing》品牌 | 《YukiRing》品牌 | 《YukiRing》品牌 | 《YukiRing》品牌                                                                         | 《YukiRing》品牌                                                               | 《YukiRing》品牌 |
| ---------------- | ---------------- | ---------------------- | ---------------- | ---------------- | ---------------- | ---------------- | ---------------- | ---------------- | ---------------------------------------------------------------------------------------- | ------------------------------------------------------------------------------ | ---------------- |
| 1st              | 2013年02月06日   | 草莓小蛋糕             | 2位              | 5位              | 51位             | 104,799張        | 127,530張        | CD+DVD CD+DVD CD | AVCA-62288/B AVCA-62289/B AVCA-62290/B AVCA-62291/B AVCA-62292/B AVCA-92293/B AVC1-62294 | 初回盤TypeA 初回盤TypeB 初回盤TypeC 通常盤TypeA 通常盤TypeB 通常盤TypeC 劇場盤 | [ 55 ]           |
| 2nd              | 2013年10月16日   | Birthday wedding       | 2位              | 9位              | 96位             | 65,376張         | 76,220張         | CD+DVD           | AVCA-74024/B AVCA-74025/B AVCA-74026/B AVCA-74027/B AVCA-74028/B AVCA-74029/B            | 初回盤TypeA 初回盤TypeB 初回盤TypeC 通常盤TypeA 通常盤TypeB 通常盤TypeC        |                  |
| King Records     |                  |                        |                  |                  |                  |                  |                  |                  |                                                                                          |                                                                                |                  |
| 3rd              | 2021年03月03日   | CAN YOU WALK WITH ME?? | 4位              | 26位             | -                | -                | -                | CD+Blu-ray CD    | KICM-92081 KICM-2082                                                                     | 初回限定生産盤 通常盤                                                          |                  |

### 數位下載限定曲
|     | 發售日         | 名稱     | 販賣形式                                      | 商品號碼                                    | 形式 | 備註 |
| --- | -------------- | -------- | --------------------------------------------- | ------------------------------------------- | --- | ---- |
| 1st | 2018年12月05日 | 冷淡的你 | 數位音樂下載 Music Card Music Card Music Card | AVZ1-94255 AVZ1-94256 AVZ1-94257 AVZ1-94259 | TYPE-A（mu-mo Shop限定盤） TYPE-B（mu-mo Shop限定盤） TYPE-C（mu-mo Shop限定盤） TYPE-E（7Net Watanabe商店限定盤） |      |

### 獨唱歌曲
| 名稱             | 收錄作品                                                                        |
| ---------------- | ------------------------------------------------------------------------------- |
| 夜風的惡作劇     | - AKB48 teamB／TeamB 5th Stage「劇場的女神」 - French Kiss／很早以前（CD+DVD1） |
| 沉默             | - French Kiss／If（CD+數位漫畫VD）                                              |
| 忽然             | - French Kiss／太遜了I love you!（TYPE-A）                                      |
| 半夜刷牙         | - French Kiss／最初的Mail（劇場盤）                                             |
| 火山灰           | - French Kiss／Romance Privacy（劇場盤）                                        |
| 在廣闊的世界相遇 | - French Kiss／沒記起來的花（TYPE-C）                                           |

### 參與作品
| 發行日期       | 歌曲名稱         | 名義                       | 收錄於                   | 備註             |
| -------------- | ---------------- | -------------------------- | ------------------------ | ---------------- |
| 2017年08月02日 | 分手後仍喜歡的人 | 秀征&Yukirin （ヒデ&ゆきりん）          | 中山秀征翻唱專輯《50》   |                  |
| 2017年10月25日 |                  | 柏木由紀                   | 群星《Thank You Disney》 | 此曲使用英語演唱 |
| 2017年11月15日 | UFO              | 柏木由紀&渡邊麻友（AKB48） | 阿久悠致敬专辑 《》      |                  |

### 合作歌曲
| 發行日期       | 名稱                                             | 販賣形式     | 商品號碼       | 形式                   | 備註         |
| King Records   | King Records                                     | King Records | King Records   | King Records           | King Records |
| -------------- | ------------------------------------------------ | ------------ | -------------- | ---------------------- | ------------ |
| 2021年11月30日 | 柏木由紀式的WACK 大全集                          | 7CD+Blu-ray  | NKZM-1015/1022 | 豪華盤（完全生産限定） | [ 59 ]       |
| 2021年11月30日 | 柏木由紀式的BiSH-BAD TEMPER-                     | CD           | KICM-2098      | 通常盤                 | [ 59 ]       |
| 2021年11月30日 | 柏木由紀式的EMPiRE-時間が足りない-               | CD           | KICM-2099      | 通常盤                 | [ 59 ]       |
| 2021年11月30日 | 柏木由紀式的BiS-ANYTiME ANYTHiNG-                | CD           | KICM-2100      | 通常盤                 | [ 59 ]       |
| 2021年11月30日 | 柏木由紀式的豆柴の大群-ずっと気になるズッキーニ- | CD           | KICM-2101      | 通常盤                 | [ 59 ]       |
| 2021年11月30日 | 柏木由紀式的GO TO THE BEDS-TRUE SONG-            | CD           | KICM-2102      | 通常盤                 | [ 59 ]       |
| 2021年11月30日 | 柏木由紀式的PARADISES-夏のバカヤロー-            | CD           | KICM-2103      | 通常盤                 | [ 59 ]       |
| 2021年11月30日 | 柏木由紀式的ASP-AGAiNST THE WORLD-               | CD           | KICM-2104      | 通常盤                 | [ 59 ]       |

## 戲劇作品

### 電視劇
- 马路须加学园 第1話 - 第3話・第5話 - 第7話・第10話 - 最終話（2010年1月8日 - 22日・2月5日 - 26日・3月12日 - 26日、東京電視台） - 飾演 Black
- 來自櫻花的信 ～AKB48 各自的畢業故事～（2011年2月26日 - 3月6日、日本电视台）
- 马路须加学园2 第1話・第10話・最終話（2011年4月15日・6月3日・7月1日、東京電視台） - 飾演 Black
- 花樣少年少女 ～美男☆樂園～（2011年7月10日 - 9月、富士電視台） - 飾演 岸里樹理
- 蜜愛莉諾柏木（2013年1月11日 - 3月29日、東京電視台） - 主演・飾演 柏木[55][60]
- So long ! 第3話（2013年2月13日、日本电视台） - 飾演 後藤翠
- 福岡恋愛白書8 メグとアイくん（2013年3月22日、KBC） - 飾演 井上紗枝 ※友情出演
- 破案天才伽利略 外傳劇 (タガーリン)（2013年4月13日、富士电视台） - 飾演 江島千尋
- WONDA×AKB48 短篇故事 幸運餅乾（日语：WONDA×AKB48 ショートストーリー「フォーチュンクッキー」#第4話 バースデイ プレゼント）（2013年7月7日，富士電視台） - 飾演 相田千明
- 萬事占卜處 歡迎來到陰陽屋 （2013年10月8日、富士电视台） - 飾演 鮎川珠希
- 黑服物語（日语：黒服物語）（2014年10月24日－12月12日，朝日電視台）- 飾演 美樹
- 馬路須加學園5 第2話（2015年8月25日 - ，日本電視台、Hulu） - 飾演 Black
- AKB恐怖夜 腎上腺素之夜（2015年11月19日，朝日電視台） - 飾演 佐奈（單篇主演）
- 櫻坂進邊物語 第1夜「近辺1」（2016年3月7日，富士电视台） - 飾演 月澤真由
- AKB Love Night 恋工場（日语：AKBラブナイト 恋工場）第1話《初次的早上》（2016年4月21日、朝日電視台） - 飾演 美貴（單篇主演）[61]
- 陪酒须加学园 第4、5話（2016年11月27日、12月4日、日本電視台） - 飾演 柏木 [62]
- 大河剧 西鄉殿 第29集、第31集、第37~39集、第41~47集（2018年8月5日 - 、NHK） - 飾演 西郷園 [63]
- 这份爱情有罪吗?（日语：この恋はツミなのか!?）（2018年12月2日，MBS電視台） - 飾演 駒田多恵（主演）[64]

### 電視動畫
- 深淵傳奇 第1話（2008年10月、MBS） - 飾演 女僕
- SKET DANCE 第3・7・14・16・20・23・38・40・45・46・47・48・51話 - （2011年4月21日・5月19日・6月30日・7月21日・8月18日・9月8日・12月22日・2012年1月12日・2月16日・2月23日・3月1日・3月8日・3月29日 - 不定期出演、東京電視台）- 飾演 藤崎瑠海

### 舞台
- AKB歌劇團「∞・Infinity」（2009年10月30日 - 11月8日、THEATRE G-ROSSO） - 飾演 高島麻里亞、與高橋みなみ為同一角色
- 馬路須加學園 ～Lost In The SuperMarket～（2016年7月25日 - 8月5日、赤坂ACT剧场（日语：赤坂ACTシアター）） - 飾演 Black（主演）[65]

### 網路劇
- CROW'S BLOOD（2016年7月23日－8月27日，Hulu）- 飾演 宇津井麻衣 [66]
- 深夜的Hello！（日语：真夜中にハロー!#真夜中にハロ―! ～女の園は出汁の香り～）（2022年3月25日－4月1日，dTV）- 飾演 柏木由紀 （本人） [67][68]

## 電視節目
現正播出的節目
- Hiruobi!（日语：ひるおび!）（2009年4月1日 - 、TBS） - 天氣報導單元（現與同一經紀公司的大家志津香、倉持明日香、谷真理佳、池岡星香（日语：池岡星香）輪值播報）

過去播出的節目
- AKB1時59分! → AKB0時59分! → AKBINGO!（不定期、日本電視台）
- 激戀～命運的愛的故事～第2部（2010年4月8日 - 5月27日、NHK綜合） - 神田愛花、松井繪里奈、有末麻祐子共同登場。
- G.I.ゴロー（2010年5月10日 - 24日、TBS）
- AKB-級美食家運動場（2010年7月18日・8月15日、食と旅のフーディーズTV）
- 原來如此！高校（2010年10月9日・2011年4月21日 - 2012年3月8日、日本電視台）
- 奇蹟創造者 BOOTBAAAS!!（日语：奇跡ゲッター ブットバース!!）（2010年11月20日 - 2011年7月30日、TBS）
- AKB48短劇「微妙〜」（2011年9月29日・10月6日・10月20日・10月27日・11月3日・12月22日・2012年1月19日、ひかりTV）
- TEGE2（2012年6月14日・8月16日、南日本放送）
- HaKaTa百貨店（2012年10月7日、日本電視台）
- 週刊AKB（2009年7月10日 - 2012年11月30日、東京電視台）
- 真的假的（不定期、日本電視台）
- AKB子兔道場（不定期、東京電視台）

## 遊戲
- 萌麻將 萌雀！（日语：萌える麻雀 もえじゃん!）（2008年10月23日、Hudson Soft Company、PSP平台） - 飾演 大元太陽
- 與AKB1/48 偶像戀愛的話…（2010年12月23日、NBGI）
- 與AKB1/48 偶像在關島戀愛的話…（2011年10月6日、NBGI）
- AKB1/149 戀愛總選舉（PSP・PS Vita用、2012年12月20日、NBGI）

## 廣播
- AKB48 明日までもうちょっと。（不定期、文化放送）
- ON8（不定期、bayfm）
- Holiday Special bayfm meets AKB48 3rd Stage〜REAL〜（2008年9月15日、bayfm）
- AKB48 今夜は帰らない…（2008年11月29日 - 2010年8月16日、CBC廣播）
- AKB48柏木由紀と高城亜樹のオールナイトニッポンモバイル（2010年1月20日 -、日本放送）
- AKB48のオールナイトニッポン（不定期、日本放送）
- リッスン? 〜Live 4 Life〜（不定期、文化放送） - 2010年5月度・8月度・10月度・2011年2月度星期二。
- French Kiss的Kiss廣播!（2011年4月2日 -、TOKYO FM）
- 柏木由紀的YUKIRIN TIME（2012年10月6日 - 2022年3月31日、TOKYO FM）

## 音樂錄影帶
- CLIFF EDGE ｢SA･YO･NA･RA〜君を忘れないよ｣（2009年）
- SDN48「毫不認輸Congratulation」（2012年3月7日）
- WORLD ORDER「HAVE A NICE DAY」（2014年3月20日）

## 演唱会

### 巡演
| 公演年 | 标题                                                                                      | 日程・会場 |
| ------ | ----------------------------------------------------------------------------------------- | --- |
| 2016年 | 柏木由紀1st Tour 〜睡著或醒著都是YUKIRIN世界 全日本的大家沉迷于梦中♡〜 （柏木由紀1st Tour 〜寝ても覚めてもゆきりんワールド 日本縦断みーんな夢中にさせちゃうぞっ♡〜）               | - 4月14日 新潟県民会館大Hall - 4月21日 Festival Hall - 4月22日 名古屋市公会堂大Hall - 5月11日&12日 NHK Hall - 5月29日鹿児島市民文化Hall第1Hall       |
| 2018年 | YUKIRIN WORLD LIVE IN ASIA 2018〜睡著或醒著都是YUKIRIN世界 全亚洲的大家沉迷于梦中♡〜 （YUKIRIN WORLD LIVE IN ASIA 2018〜寝ても覚めてもゆきりんワールド アジア縦断み〜んな夢中にさせちゃうぞっ♡〜） | - 8月4日&5日 上海 万代南梦宫上海文化中心DREAM HALL - 10月12日 重慶 重慶寅派動力 - 10月14日 台北 永豐Legacy Taipei - 10月16日 香港 KITEC ROTUNDA HALL |
| 2019年 | 柏木由紀 2nd Tour 睡著或醒著都是YUKIRIN世界 〜让你沉迷于梦中♡〜 （柏木由紀 2nd Tour 寝ても覚めてもゆきりんワールド 〜あなたを夢中にさせちゃうぞっ♡〜）                      | - 1月30日 Zepp Nagoya - 2月6日 Zepp Namba - 2月18日 Zepp Tokyo - 2月21日 Zepp Fukuoka                                                                |

### 个人演唱会
| 举行年 | 标题                                                                                     | 日程・会場                                          |
| ------ | ---------------------------------------------------------------------------------------- | --------------------------------------------------- |
| 2012年 | 1st個人LIVE~睡著或醒著的YUKIRIN世界~ （柏木由紀 1stソロライブ 〜寝ても覚めてもゆきりんワールド〜）                                                | 7月13日 中野太阳广场                                |
| 2013年 | 1st 單曲發售活動 柏木由紀 2nd 個人LIVE 睡著或醒著的YUKIRIN世界 ～沉迷于梦中♡～ （1stシングルリリースイベント 柏木由紀 2ndソロライブ 寝ても覚めてもゆきりんワールド 〜夢中にさせちゃうぞっ♡〜）      | 2月17日 東京國際論壇 大廳A                          |
| 2013年 | 3rd solo Live 演場會「 睡著或醒著都是YUKIRIN世界 〜會讓你更沉迷喔〜 」 （柏木由紀 3rdソロライブ 寝ても覚めてもゆきりんワールド 〜もっと夢中にさせちゃうぞっ♡〜）              | 11月7日 横滨体育馆                                  |
| 2017年 | 剧场开业纪念SP LIVE 柏木由紀×Aruaru City Vol.1 （シアターオープン記念SPライブ 柏木由紀×あるあるCity Vol.1）                                      | 5月3日 Aruaru City                                  |
| 2017年 | 柏木由紀×Aruaru City Vol.2 （柏木由紀×あるあるCity Vol.2）                                                          | 8月22日&23日 Aruaru City                            |
| 2017年 | YUKI KASHIWAGI TALK&ACOUSTIC LIVE IN LAGUNASIA                                           | 10月1日 LAGUNASIA                                   |
| 2018年 | LAGUNA MUSIC FES.2018 新春 Special （LAGUNA MUSIC FES.2018 新春スペシャル）                                                  | 1月3日 LAGUNASIA                                    |
| 2018年 | YUKIRIN WORLD LIVE IN SHANGHAI 2018 睡著或醒著都是YUKIRIN世界 〜上海也沉迷于梦中♡〜 （YUKIRIN WORLD LIVE IN SHANGHAI 2018 寝ても覚めてもゆきりんワールド〜上海でも夢中にさせちゃうぞっ♡〜） | 1月23日&24日 上海 万代南梦宫上海文化中心 DREAM HALL |
| 2018年 | YUKI KASHIWAGI ACOUSTIC LIVE IN LAGUNASIA                                                | 3月18日 LAGUNASIA                                   |
| 2018年 | 柏木由紀 Acoustic Live （柏木由紀 アコースティックライヴ）                                                              | 9月9日 Aruaru City                                  |
| 2019年 | 柏木由紀 睡著或醒著都是YUKIRIN世界 〜沉迷于梦中♡〜 in Tokyo （柏木由紀 寝ても覚めてもゆきりんワールド 〜夢中にさせちゃうぞっ♡〜 in Tokyo）                         | 10月31日&11月1日 中野太阳广场                       |
| 2019年 | 柏木由紀 睡著或醒著都是YUKIRIN世界 〜沉迷于梦中♡〜 in Shanghai                           | 11月9日 上海 上海世博中心 大会堂（红厅）            |

## 出版物

### 著作
- （2017年12月27日、雙葉社、與渡邊麻友共同著作）
- （小学館ジュニア文庫）（2018年6月20日、小學館）

### 杂志連載
- 週刊YOUNG JUMP（2010年8月19日 - 、集英社）

### 寫真集
- （2009年9月28日、東京新聞通信社、攝影：松村昭人）
- （2012年4月19日、集英社、攝影：箭内道彦（日语：箭内道彦））
- Experience （2021年7月15日、集英社、攝影：Takeo Dec）[28][29]

### 年曆
- 柏木由紀 2012年 カレンダー（2011年11月19日、ハゴロモ）
- 柏木由紀 2012 TOKYOデートカレンダー（2011年11月29日、ハゴロモ）
- 壁掛 AKB48-05 柏木由紀 カレンダー 2013年（2012年11月30日、ハゴロモ）
- 卓上 AKB48-133 柏木由紀 カレンダー 2013年（2012年12月7日、ハゴロモ）

### DVD
| 發售日         | 名稱                                                               | 發售商（公司） |
| -------------- | ------------------------------------------------------------------ | -------------- |
| 2010年02月24日 | 柏木由紀1stDVD「以上、グアムから柏木由紀でしたっ」                 | Rebapulu       |
| 2010年07月28日 | 柏木由紀2ndDVD「Love Letter」                                      | Rebapulu       |
| 2013年01月02日 | 1st個人LIVE~睡著或醒著的YUKIRIN世界~                               | Avex Marketing |
| 2013年06月19日 | 2nd個人LIVE~寝ても覚めてもゆきりんワールド～梦中にさせちゃうぞっ～ | Avex Marketing |
| 2014年03月19日 | 3Rd個人LIVE ~睡著或醒著的YUKIRIN世界~會讓你更加着迷哦~             | Avex Marketing |

## 音樂合作
| 樂曲             | 音樂合作                              | 收錄作品              | 備註   |
| ---------------- | ------------------------------------- | --------------------- | ------ |
| 草莓小蛋糕       | 東京電視台系劇集『Mielino柏木』主題歌 | 1st單曲「草莓小蛋糕」 | [ 55 ] |
| 即使如此也不流淚 | 東京電視台系劇集『Mielino柏木』插入歌 | 1st單曲「草莓小蛋糕」 | [ 82 ] |

## 外部連結
- AKB48官網個人介紹頁 （页面存档备份，存于）（日語）
- NGT48官網個人介紹頁 Archive.today的存檔，存档日期2016-01-16（日語）
- WE!マイページ:柏木由紀 （页面存档备份，存于）（日語）
- YukiRing （页面存档备份，存于）（日語）
- 柏木由紀 官方部落格 「ゆきりんぶろぐ。」 （页面存档备份，存于） Powered by Ameba（2009年4月8日 - ）（日語）
- 柏木由紀官方部落格 ゆきりんBLOG 〜晴れのちゆき〜（旧部落格）（日語）
- 柏木由紀的X（前Twitter）（日語）
- 柏木由紀的Instagram帳戶（日語）
- 柏木由紀的新浪微博（简体中文）
- 柏木由紀在755的頁面（日語）
- YouTube上的YUKIRIN WORLD頻道（日語）
- YouTube上的柏木由紀 - YouTube Official Channel頻道（日語）
- YouTube上的YUKIRIN Game Channel頻道（日語）